# Аксак II
Аксак II — шляхетський герб, відміна гербу Аксак.

## Опис герба
Опис згідно з класичними правилами блазонування:
У червоному полі срібне серце, що обтяжене червоним серцем, під ним подібні перевернуті серця, між ними срібна стріла вправо. Клейнод: три пера страуса.

## Найбільш ранні згадки
Документ з 1644 року.

## Роди
Аксак (Aksak), Акшак (Akszak), Асанович (Assanowicz), Бялоцький (Białocki), Гружевич (Grużewicz), Гурко (Hurko), Довнарович (Downarowicz), Ербейдер (Erbejder), Ербрейтер (Erbreiter), Кардасевич (Kardasewicz), Кардашевич (Kardaszewicz), Касперович (Kasperowicz), Окенчиць (Окєньчиць) (Okieńczyc), Окіньчиць (Okińczyc), Селімінович (Seliminowicz), Селімович (Selimowicz), Тальковський (Talkowski), Шагуневич (Szaguniewicz), Шахуневич (Szahuniewicz), Янчура (Janczura).